# Ivar Nilsson (Natt och Dag)
Ivar Nilsson (Natt och Dag), född 5 december 1590 i Vists församling, Östergötland, död 11 maj 1651 i Hudiksvall, var en svensk ämbetsman. Hans far gifte sedermera om sig med prinsessan Sigrid, dotter till kung Erik XIV.

## Biografi
Ivar Nilsson (Natt och Dag) föddes 1590 på Säby i Vists socken. Han var son till Nils Nilsson (Natt och Dag) och Anna Bengtsdotter (Gylta). Ivar Nilsson genomgick studier vid universitet i Tyskland och i februari 1614 hovjunkare hos kung Gustav II Adolf. Han blev 4 oktober 1633 assessor i Svea hovrätt och 1639 hovmarskalk hos drottning Maria Eleonora, samt var  3 augusti 1640 administratori i drottningen Livgeding. Ivar Nilsson utnämndes 9 augusti 1641 till landshövding i Hudiksvalls län, en post han innehade fram till 10 januari 1651. Han avled 1651 i Hudiksvall och begravdes 12 oktober samma år i Jacobs kyrka i Stockholm.
Ivar Nilsson var en lärd man som både kunde tala och skriva latin. Han deltog i riksdagsförhandlingar från 1630 till 1650.

### Egendom
Hn ägde gårdarna Strömsta i Teda socken, Västerbyholm i S:t Anna socken, Åbäck i Gryts socken, Gottenvik i Jonsbergs socken, Hyltenäs i Öxnevalla socken och Vänersnäs i Näs socken.

### Familj
Ivar Nilsson gifte sig 2 oktober 1631 på Strömsta i Teda socken med hovmästarinnan Christina Posse (1602–1666), dotter till hovjunkaren Arvid Lagesson Posse och Brita Gustafsdotter (Bååt). Christina Posse var änka efter översten Fritz Rosladin. Ivar Nilsson och Posse fick tillsammans barnen vice presidenten Arvid Ivarsson (Natt och Dag) (död 1683) och kammarjungfrun Anna Ivarsdotter (Natt och Dag)..